# Décès en 1380
Décès
- 1376
- 1377
- 1378
- 1379
- 1380
- 1381
- 1382
- 1383
- 1384

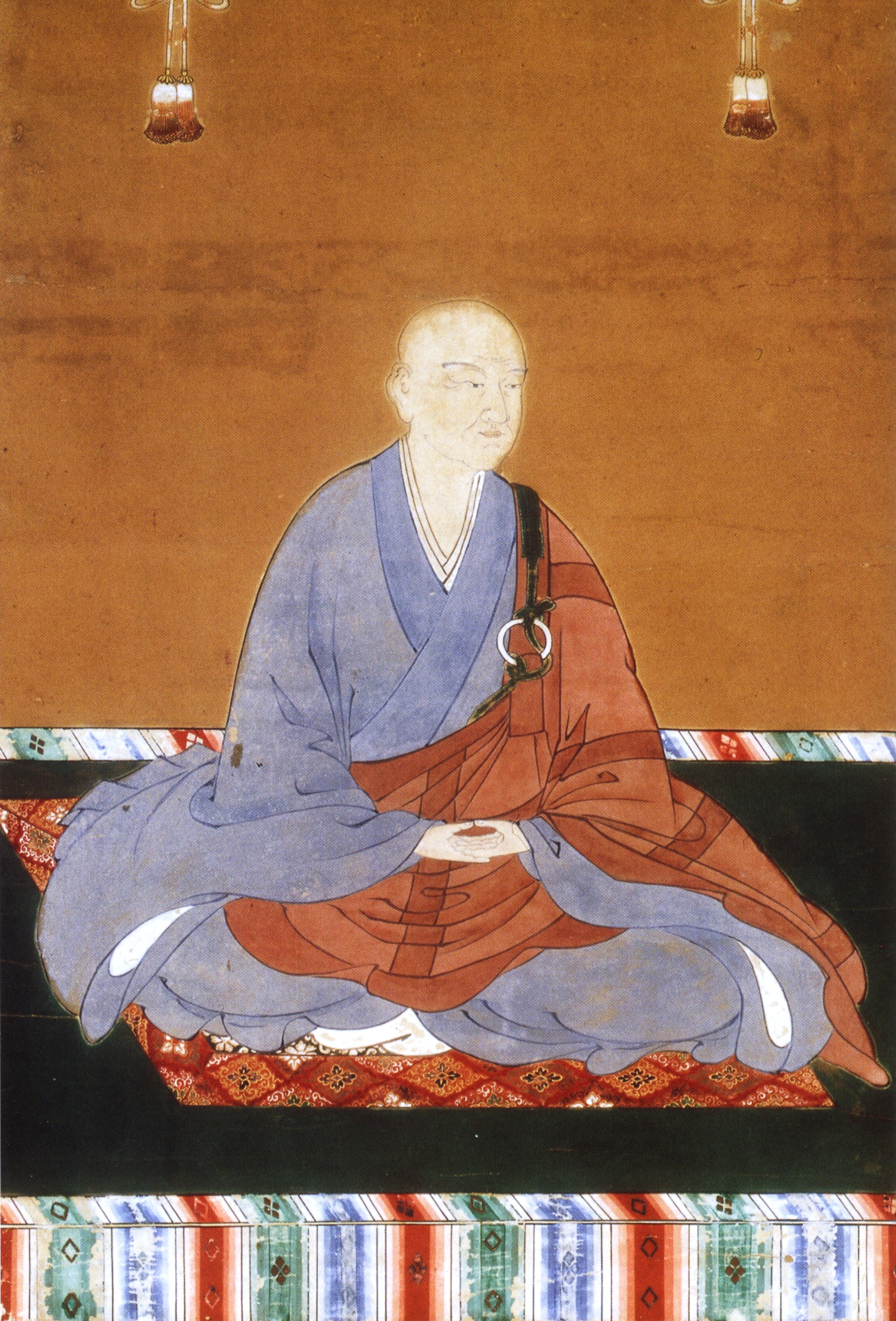
Kōmyō, mort en 1380.

Cette page dresse une liste de personnalités mortes au cours de l'année 1380 :
- 14 janvier : Jan Očko z Vlašimi, évêque d'Olomouc puis archevêque de Prague, conseiller de l'empereur Charles IV et cardinal.
- 10 avril : Manuel Cantacuzène, despote de Morée et prétendant au titre de prince d'Achaïe.
- 29 avril : Catherine de Sienne, née Catarina Benincasa, mystique et membre du Tiers-Ordre de saint François.
- 1er mai : Håkon VI de Norvège, roi de Norvège (Håkon VI) et co-roi de Suède.
- 13 juillet,  lors du siège de Châteauneuf-de-Randon : Bertrand Du Guesclin, noble breton, connétable de France et de Castille.
- 26 juillet : Kōmyō, empereur du Japon et de la Cour du Nord.
- 13 août : Vettor Pisani, amiral vénitien.
- 16 septembre : Charles V le Sage, roi de France.
- 3 octobre : Agapito Colonna, cardinal italien.
- 30 novembre : Geoffroy de Coëtmoisan, évéque de Cornouaille puis évêque de Dol.
- 29 décembre : Élisabeth de Pologne, ou Elżbieta Łokietkówna, reine consort de Hongrie et régente de Pologne.

- Kitabatake Akinobu, kuge (noble de cour) japonais et un important partisan de la Cour du Sud durant les guerres de l'époque Nanboku-chō.
- Foulque Bardoul, évêque d'Avranches.
- Xu Ben, peintre chinois.
- Guichard d'Angle, comte de Huntingdon, originaire du Poitou, est l'un des compagnons du Prince Noir durant la guerre de Cent Ans.
- Jean d'Enghien, noble brabançon, duc titulaire d'Athènes, comte de Castro, seigneur d'Omophita, Knodoria et Dischoria (Chypre), seigneur de Gouy, Novelle, Machaud et Praelle (Belgique).
- Barna da Siena, peintre italien de l'école siennoise, de style byzantin.
- Marguerite de Brabant, comtesse consort de Flandre, de Nevers et de Rethel.
- Pierre de Dinteville, évêque de Nevers.
- Henri Ier de Nassau-Beilstein, comte de Nassau-Beilstein.
- Goussaut de Thoury, seigneur du Bourbonnais, de Thoury-sur-Besbre (actuellement sur la commune de Saint-Pourçain-sur-Besbre), de Thoury-sur-Allier (actuellement sur la commune de Neuvy), de Vernuces, de Ronnet, de Pringy, de Lochy, de Broces, de Prunay, de la Renardière, de Montagor, d'Origny.
- Athanase des Météores, fondateur du monastère du Grand Météore.
- Pietro Doria, amiral génois appartenant à la célèbre famille Doria, qui combat les Vénitiens durant la guerre de Chioggia.
- Guillaume II Roger, baron de Pertuis et Saint-Rémy, vicomte de Lamothe et de Valernes, comte de Beaufort et d'Alès.

## Crédit d'auteurs
- Cet article est partiellement ou en totalité issu de l'article intitulé « 1380 » (voir la liste des auteurs).